# 西尾慶治
西尾 慶治（にしお けいじ、生没年不詳）とは明治時代の加賀の浮世絵師。

## 来歴
加賀の人といわれる。西尾氏、通称は慶治。明治10年代に錦絵を描いている。明治10年の大判3枚続の錦絵「加州金沢製糸場之図」が知られており、工場外景と工場内景を描いた2種類がある。版元は加賀の近広堂である。